# Pierre Longue (Le Croisic)

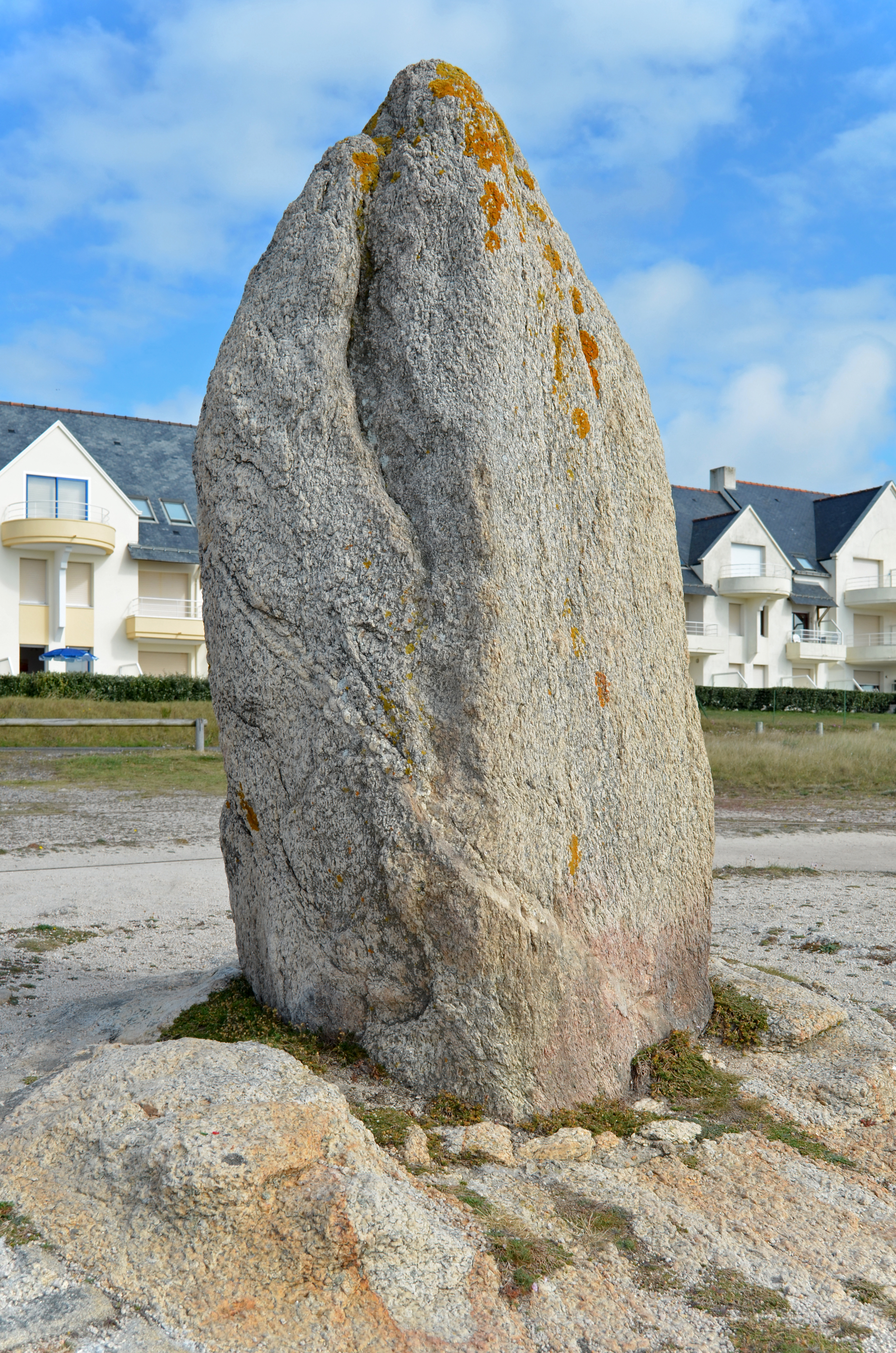
Pierre Longue von Le Croisic

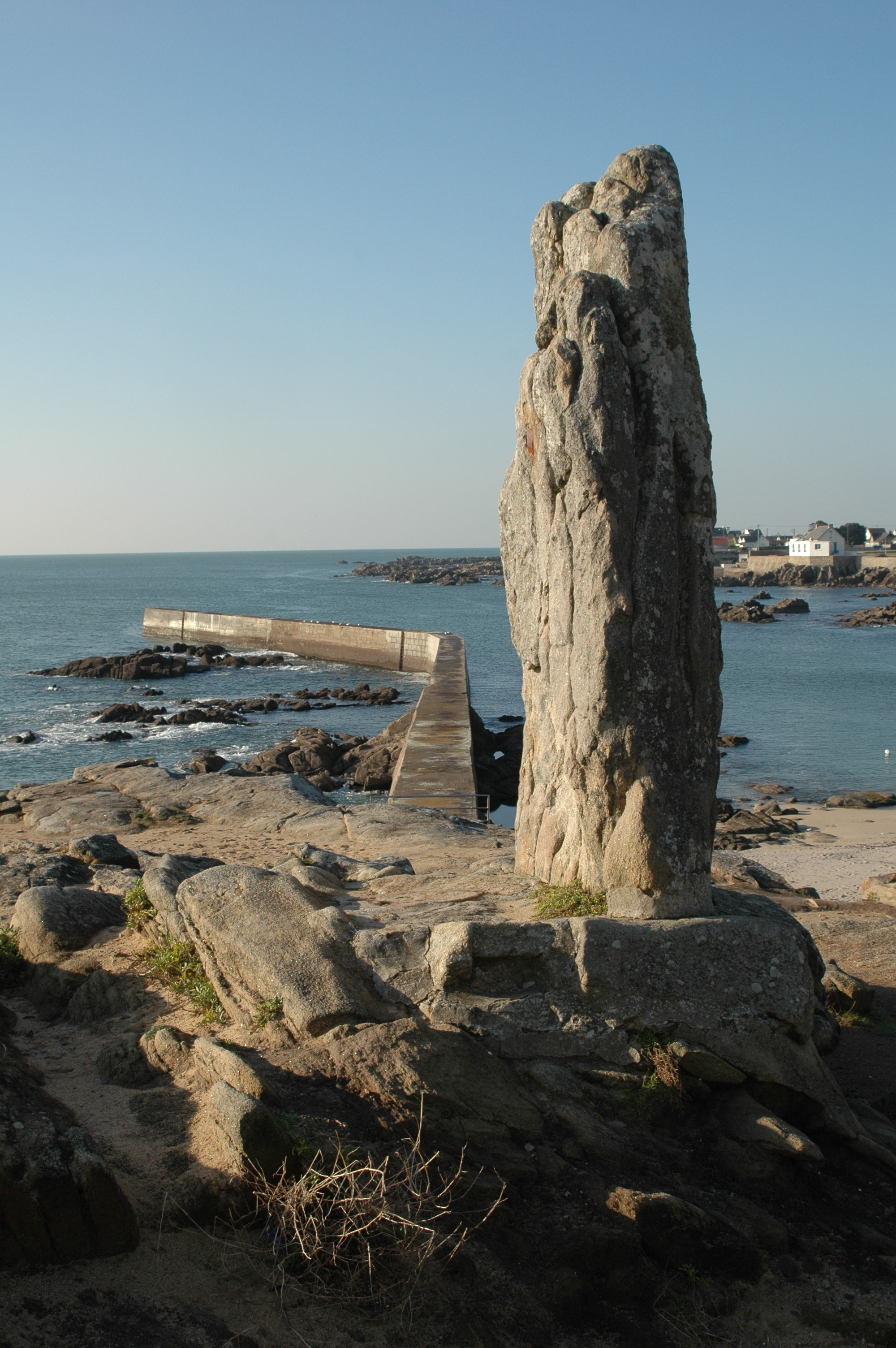
Pierre Longue von Batz-sur-Mer

Der Menhir de la Pierre Longue (auch Menhir Signal genannt) steht an der südlichen Küstenstraße (Avenue de la Pierre-Longue – D45), westlich von Le Croisic (bretonisch Ar Groazig) auf der Halbinsel Kervenel bei Guérande im Département Loire-Atlantique in Frankreich.

## Beschreibung
Der neolithische (etwa 4500 v. Chr.) über zwei Meter hohe Menhir stand ursprünglich auf der anderen Straßenseite auf einem Hügel. Er wurde 1960 an seinem heutigen Standort verbracht. Er dominierte lange den Bereich der Küste und diente den Schiffen zur Navigation. Der Menhir ist ein christianisiertes Megalithmonument. Er wurde als heidnisches Symbol mit einem heute kaum mehr sichtbaren gravierten Kreuz versehen. Der Klerus klagte noch im 19. Jahrhundert, dass Mädchen um den Menhir tanzten und versuchten, ihn zu ersteigen, um fruchtbar zu werden.
Alte Dokumente berichten von einem zweiten Menhir in der Nähe und einem Dolmen auf dem Gelände des Golfclubs an der Pointe du Croisic, aber es gibt keine Spuren davon.
Die menschliche Präsenz in dem Gebiet von Le Croisic ist seit prähistorischen Zeiten belegt. 12.000 Jahre alte Spuren aus der späten Altsteinzeit wurden an der Küste in der Nähe entdeckt.
Der Menhir ist seit 1889 als Monument historique klassifiziert.
In Batz-sur-Mer, in der Nähe, steht der 2,4 Meter hohe Pierre Longue oder Menhir von Saint-Michel. Pierre Longue heißen auch der Pierre Longue von Landepéreuse im Département Eure, der 4,3 Meter hohe Pierre Longue von Guitté im Département Côtes-d’Armor, der 4,1 Meter hohe Pierre Longue von Iffendic, der einst über sieben Meter hohe Pierre Longue von Cuguen, beide im Département Ille-et-Vilaine, und weitere Exemplare.